# Nirvana Paz
Nirvana Paz ou María Nirvana Paz Cortés (Cidade de México, 1976) é artista visual multidisciplinar: fotógrafa, escritora, cinematógrafa, poeta e docente. Tem tido exposições tanto individuais como colectivas no México e ao redor do mundo; tem publicado diversos livros nos quais explora temáticas sobre a cidade, o corpo, o auto-retrato e a paisagem, entre outros.

## Bolsas
Nirvana tem sido credora de múltiplas bolsas e prémios nacionais e internacionais:
- 1998 –Bolsa para Jovens Criadores do Instituto Veracruzano da Cultura.[3]
- 2001-2002 – Bolsa de Jovens Criadores.[4][5]
- 2002 – Bolsa de Criação para o projecto Cidade de México, Ciclo: Latino?! / Casa acendida, Madrid, Espanha.
- 2003 – Bolsa de Intercâmbio de Residências Artísticas México-Venezuela.
- 2002 e 2005 – Arte por todas as partes. Governo da Cidade de México.
- 2006-2007 – Bolsa de Jovens Criadores.[6]
- 2008 – Bolsa de Intercâmbio de Residências Artísticas México-Áustria FONCA[7][8]
- 2015 – Residência artística Kankabal Galeria Noox. Iucatão, México.[9][10]

## Prémios
- 1998 – Primeiro lugar no IV Salão da fotografia. Centro de Arte Moderna, Guadalajara, Jalisco.
- 2000 – Prémio de aquisição. Portfolio 2000, Museum of Arts Photography KIYOSATO, Komopa, Japão.[11]
- 2001 – Primeiro lugar em “Corpo e Fruta”, organizado pela Embaixada de França no México e pela Aliança Francesa.[12]
- 2001 – Selecção de obra no Encontro Iberoamericano de mulheres na arte, Belas Artes, México.[13]
- 2001 –Selecção de obra na Linha da Arte
- 2002 / 2005 – Selecção de obra em “Arte por todas partes” do Governo do Distrito Federal.
- 2006 – Selecção de obra na Bienal de Iucatão.[14]
- 2007 – Menção honorífica na Bienal de Povoa.[15]
- 2009 - Menção honorífica  na sétima Bienal de Povoa, Universidade Iberoamericana, México.
- 2013 – Selecção de obra no segundo concurso de fotografia contemporânea, Monterrey, Novo Leão, México, pela Fundação Mexicana de Cinema e Artes A.C. (FUMCA)[16][17]
- 2015 – Selecção de obra na VII Bienal de Iucatão.[18]
- 2017 – Selecção de obra na segunda Bienal Nacional de Paisagem. México[19][20]

## Colecções onde está sua obra
- O portefólio Museum Komopa, Japão
- Biblioteque Nationale de France, França
- Centro Português da Fotografia, Portugal
- Alunos 47, México
- Colecção “O Changarrito”, México[21]
- Colecção Trakl Haus. Salzburg, Áustria

## Exposições

### Exposições individuais
- 1998 – “Naturalia” na Galeria Libertem. FotoSeptiembre Internacional, Xalapa Veracruz.
- 2000 - 2001 – “Crisálidas, o ritual dos despojos” no Complexo Cultural Santa Cruz, Rio Galegos, Argentina / Fototeca de Veracruz, Veracruz, México / Aliança Francesa, Cidade do México.
- 2002 – “Irmãs, imagens em cianotipia” na Pinacoteca Diego Rivera, Xalapa, Veracruz, México e na Galeria SILO, Porto, Portugal.
- 2002 – “Cidade de México” na Casa Acendida em Foto Espanha Ciclo: Latinos?!.
- 2008 – “Como é acima é abaixo” em Divino Tinto, Café-galeria. Salzburgo, Áustria.
- 2002 /2006 – “Mérida, Três cidades” no Centro Olimpo, Mérida, Iucatão, México / Fototeca de Veracruz, Veracruz, México.[22]
- 2005-2008 – “7 dioptrías, vislumbramientos” no Citei du Musique, Marselha, França, no Museu de Arte Contemporânea em Xalapa, Veracrúz, México[23][24][25][26]
- 2009 – “Gemutlich” no Estudo Aberto em Trakl Hause, Salzburgo, Áustria[27]
- 2009 – “Vivendo” na Galeria Habres and Parnes Gallery Wien, Viena, Áustria.[28][29]
- 2014 – “Antopofagia” no Museu Minniccelli, Rio Gallegos, Argentina e na Allianza Francesa, Povoa, México.[30]

### Exposições colectivas
- 1998 – “Sub-versões” na Galeria em San Cristóbal das Casas, Chiapas.
- 1999 – “Hermanamiento” no International Center da Universidade de Florida, Florida, Estados Unidos.
- 2000 /2003 – “Corpo e Fruta” na Casa de França, Cidade de México, no Centro Cultural Olímpico, Mérida, Iucatão e na Galeria Bauodin Lebon em Paris, França.[31]
- 2001 – Encontro Iberoamericano de Mulheres na Arte.
- 2007 – “Não gosto Luismi” Intervenção no Bar do Perico, México.
- 2008 – “Visões de México” na Galeria MUvIM. Valência, Espanha.[32]
- 2009 – “Um mundo a seu serviço” Artistas em Avenida da Reforma, American Express, Cidade de México.
- 2010 – “México - Salzburgo” na Trakl Hause, Salzburgo, Áustria e Biblioteca Vasconcelos, Cidade de México.
- 2010 – “Love Song” no Antigo Colégio Jesuíta, Morelia, Michoacán, México.[33]
- 2011 – “Citambulos” no Museu de Copenhaga, Dinamarca, Museu de Antropologia Cidade de México.[34]
- 2012 – “ABC of Cinema” no O despacho, Amesterdão, Holanda. Projecto de video colaborativo.
- 2012 – “Contraposição” na Bienal de Arquitectura de Veneza, Itália.[35]
- 2015 – “Como é acima, é abaixo” em Photoespaña Trasatlántica Audiovisual, na Casa América, Madrid, Espanha.[36][37]
- 2015 – “Luz Portátil” como parte de Photoespaña no Instituto de México, Madrid, Espanha.[38]
- 2015 – “O Território do Céu ou por que o horizonte todo o parte?” no Centro de Formação Audiovisual f64, Povoa, México.[39][40][41]
- 2016 – “Irmãs” no XIV encontro de fotografia[42][43]

### Comissões
- 2007 – “A Casa das Águias, Templo Maior”. Reprodução 1:1 fotografia e madeira. Comissionado pela Secretaria de Cultura do Distrito Federal. Exposto no Zócalo da Cidade de México.[44]
- 2007 – “Souvenir, a rosa dos ventos”. Escultura cinética, acrílico e vento. Comissionado pela American Express. Exposta no Passeio da Reforma e ruas da colónia Roma na Cidade de México.
- 2009 – “Sem pressa” Instalação e Stop Motion (arduino). Comissionado por Johnnie Walker. Exposto no Museu Franz Mayer na Cidade de México.[45]

## Livros publicados
- 1998 – “Fotoseptiembre Internacional” editado pelo Centro da Imagem, Cidade de México.
- 1998 – “Luz e Cor. Paisagem Veracruzano”, editado pelo Instituto Veracruzano de Cultura.
- 1999 – “Procissões”, editado por Terra Adentro ISBN-10: 9701835387[46][47]
- 2000 – “Efe Oito por Um. Temas de reflexão a partir de conversas com 8 fotógrafos” por Omar Gasca, Editorial Universidade de Ciências e Artes de Chiapas, Chiapas, México.
- 2002 – “Uma mirada fotográfica” editado pela Casa Acendida em Madrid, Espanha ISBN 84-95471-57-4.
- 2008 – “Citambulos Mexico City” por Jovis Verlag Gmbh, Berlim, Alemanha. ISBN 978-3-939633-76-1.
- 2010 – “Kunstankaufe dês landes Salzburg 2007-09” Trakl Haus. Salzburgo, Áustria. 2010 ISBN 978-3-9502739-0-8 ISBN-13: 978-9701835388.
- 2011 – “Visões de México, 21 fotógrafos” Pentagraf Editorial. ISBN 978-84-935843-7-5.
- 2013 – “Deserto Mar, Fotografias Nirvana Paz, Poesia María Luisa Rubio”, Editorial Letritas do Changarrito. Cidade de México, ISBN 978-970-94-2887-2.
- 2014 – “Sete dioptrías” Secretaria de Cultura da Cidade de México. ISBN 978-607-461-158-8[48][49][50]
- 2017 – “O corte” editado por Gato Negro, Cidade de México ISBN 978-607-97450-7-3[51]